# اوزترزل
شهر اوزترزل (به فرانسوی: Oosterzele) در شهرستان گان در استان فلاندری شرقی در منطقه فلاندری در کشور بلژیک واقع شده‌است.